# Vržerala
Vržerala su naseljeno mjesto u gradu Livnu, Federacija Bosne i Hercegovine, BiH.

## Zemljopis
Vržerala su desetak kilometara udaljena od Livna. Nalaze se pored umjetnog akumulacijskog jezera Buško blato.

## Povijest
Na istočnim obroncima Kamešnice, na 22. kilometru magistralne ceste Livno-Split, nalazi se arheološko područje Rešetarica. To mjesto je bilo raskrižje rimske ceste koja je povezivala Livanjsko polje sa Salonom i Naronom.  Na ovom području kao uži lokaliteti označeni su: Fratrova glavica, gdje je 1928. godine sagrađena crkvica sv. Ilije Proroka i nešto istočnije Kraljičin nasip, koji se od podnožja Kamešnice pruža duboko u Buško jezero.
Arheološko područje Rešetarica s ostacima ranokršćanske bazilike, dvije nekropole i pokretnim naslijeđem, proglašeno je za nacionalni spomenik Bosne i Hercegovine.
Nacionalni spomenik čine:
- ostaci ranokršćanske bazilike iz V. i VI. stoljeća;
- nekropola iz IX. i X. stoljeća;
- srednjovjekovna nekropola Kraljičin nasip;
- pokretno naslijeđe pronađeno na arheološkom području, koje se nalazi u Franjevačkom muzeju i galeriji Gorica, Livno. Najznačajniji nalaz je mač bez oznaka koji se po obliku ne razlikuje od karolinškog tipa mača (tip „K“ mača). Po analogiji je najbliži maču iz Orlića kod Knina i maču iz Mogorjela. Izrađen je po uzoru na karolinške mačeve, u nekoj radionici na damatinskom tlu najvjerojatnije krajem VIII. ili u prvoj polovini IX. stoljeća.

## Stanovništvo

### Popisi 1971. – 1991.
| Vržerala           |              |              |                |
| godina popisa      | 1991.        | 1981.        | 1971.          |
| Hrvati             | 898 (99,66%) | 840 (98,93%) | 1.052 (96,07%) |
| Muslimani          | 0            | 0            | 7 (0,63%)      |
| Srbi               | 0            | 0            | 16 (1,46%)     |
| Jugoslaveni        | 0            | 8 (0,94%)    | 3 (0,27%)      |
| ostali i nepoznato | 3 (0,33%)    | 1 (0,11%)    | 17 (1,55%)     |
| ukupno             | 901          | 849          | 1.095          |

### Popis 2013.
| Vržerala           |              |
| godina popisa      | 2013.        |
| Hrvati             | 647 (99,85%) |
| Srbi               | 1 (0,15%)    |
| Bošnjaci           | 0            |
| ostali i nepoznato | 0            |
| ukupno             | 648          |